# Manuel Orantes
Pour les articles homonymes, voir Orantes.
Manuel Orantes Corral, né le 6 février 1949 à Grenade (Espagne), est un joueur de tennis professionnel espagnol.

## Carrière
Manuel Orantes fait ses débuts sur la scène internationale lors de la Coupe Davis 1967 où il accompagne Manuel Santana et Jose-Luis Arilla en finale jusqu'en Australie. Sélectionné en simple, il perd ses deux rencontres face à John Newcombe et Roy Emerson. Véritable pilier de l'équipe au cours des années 1970, il participe à 38 rencontres jusqu'en 1980. Il a remporté 60 victoires et concédé 27 défaites. En 1970, il dispute une finale interzone face à l'Allemagne. En 1973, il obtient une victoire sur le jeune Björn Borg à Båstad.
Le 7 septembre 1975, il remporte l'US Open à Forest-Hills en battant la tête de série numéro un Jimmy Connors en finale (6-4, 6-3, 6-3). Ce sera son unique titre du Grand Chelem, puisqu'il avait perdu auparavant la finale de Internationaux de France de tennis en 1974 face à Björn Borg malgré un avantage de deux sets à zéro (2-6, 6-7, 6-0, 6-1, 6-1).
Vainqueur d'une cinquantaine de tournois internationaux en simple durant sa carrière dont 34 recensés par l'ATP, il s'est notamment imposé à Rome en 1972, Hambourg en 1972 et 1975, Monte-Carlo et Montréal en 1975 ou encore Boston en 1977. En 1976, il remporte à Houston le Masters du circuit Grand Prix contre Wojtek Fibak (5-7, 6-2, 0-6, 7-61, 6-1).
Il a également gagné 23 titres professionnels en double dont le Masters en 1975 avec son partenaire le plus fréquent Juan Gisbert.
Sur le plan national, il a été sacré à six reprises champion d'Espagne en simple (1967, 1970, 1971, 1974, 1975 et 1979). Il a également remporté l'épreuve de simple et de double aux Jeux méditerranéens d'Izmir en 1971.

## Parcours dans les tournois duGrand Chelem

### En simple
| Année | Open d'Australie | Open d'Australie | Internationaux de France | Internationaux de France | Wimbledon       | Wimbledon       | US Open         | US Open         |
| ----- | ---------------- | ---------------- | ------------------------ | ------------------------ | --------------- | --------------- | --------------- | --------------- |
| 1968  | 1/4 de finale    | Phillips-Moore   | 1er tour (1/64)          | J.-L. Rouyer             | 1er tour (1/64) | Alex Metreveli  | —               | —               |
| 1969  | —                | —                | 3e tour (1/16)           | John Newcombe            | 1er tour (1/64) | Mark Cox        | 2e tour (1/32)  | Roy Emerson     |
| 1970  | —                | —                | 1/8 de finale            | Arthur Ashe              | 3e tour (1/16)  | Stan Smith      | —               | —               |
| 1971  | —                | —                | 1er tour (1/64)          | Teimuraz Kakulia         | 1er tour (1/64) | P. Gonzales     | 1/4 de finale   | Arthur Ashe     |
| 1972  | —                | —                | 1/2 finale               | Patrick Proisy           | 1/2 finale      | Ilie Năstase    | 3e tour (1/16)  | John Cooper     |
| 1973  | —                | —                | 2e tour (1/32)           | W. N'Godrella            | —               | —               | 3e tour (1/16)  | Ross Case       |
| 1974  | —                | —                | Finale                   | Björn Borg               | 1/8 de finale   | I. El Shafei    | 2e tour (1/32)  | Anand Amritraj  |
| 1975  | —                | —                | 1er tour (1/64)          | A. Zugarelli             | —               | —               | Victoire        | Jimmy Connors   |
| 1976  | —                | —                | 1/4 de finale            | Eddie Dibbs              | —               | —               | 1/4 de finale   | Björn Borg      |
| 1977  | —                | —                | —                        | —                        | —               | —               | 1/4 de finale   | Jimmy Connors   |
| 1978  | —                | —                | 1/4 de finale            | Dick Stockton            | —               | —               | 1er tour (1/64) | Adriano Panatta |
| 1979  | —                | —                | 1/8 de finale            | Jimmy Connors            | 2e tour (1/32)  | Gilles Moretton | —               | —               |
| 1980  | —                | —                | 1/8 de finale            | Guillermo Vilas          | —               | —               | —               | —               |
| 1981  | —                | —                | 1er tour (1/64)          | A. Ganzábal              | —               | —               | —               | —               |
| 1982  | —                | —                | —                        | —                        | —               | —               | —               | —               |
| 1983  | —                | —                | 2e tour (1/32)           | Magnus Tideman           | —               | —               | —               | —               |

N.B. : à droite du résultat se trouve le nom de l'ultime adversaire.

### En double
| Année | Open d'Australie                                                             | Open d'Australie | Internationaux de France                                                             | Internationaux de France                                                              | Wimbledon                                                                           | Wimbledon                                                                           | US Open | US Open |
| ----- | ---------------------------------------------------------------------------- | ---------------- | ------------------------------------------------------------------------------------ | ------------------------------------------------------------------------------------- | ----------------------------------------------------------------------------------- | ----------------------------------------------------------------------------------- | ------- | ------- |
| 1968  | 1/2 finale J. Gisbert \|\| style="text-align:left;" \| T. Addison Ray Keldie | —                | —                                                                                    | 1/8 de finale J.L. Arilla \|\| style="text-align:left;" \| K. Fletcher M. Santana     | —                                                                                   | —                                                                                   |         |         |
| 1969  | —                                                                            | —                | 1/8 de finale J.L. Arilla \|\| style="text-align:left;" \| K. Rosewall Fred Stolle   | 1/8 de finale Vic Seixas \|\| style="text-align:left;" \| J. Newcombe Tony Roche      | 2e tour (1/16) R. Howe \|\| style="text-align:left;" \| Tom Edlefsen Tom Gorman     |                                                                                     |         |         |
| 1970  | —                                                                            | —                | 3e tour (1/16) A. Muñoz \|\| style="text-align:left;" \| J.-C. Barclay D. Contet     | 2e tour (1/16) A. Muñoz \|\| style="text-align:left;" \| Bob Hewitt F. McMillan       | 1er tour (1/32) A. Muñoz \|\| style="text-align:left;" \| C. Pasarell E. Van Dillen |                                                                                     |         |         |
| 1971  | —                                                                            | —                | —                                                                                    | —                                                                                     | 1er tour (1/32) A. Muñoz \|\| style="text-align:left;" \| K. Rosewall Fred Stolle   | 2e tour (1/16) A. Muñoz \|\| style="text-align:left;" \| Bob Lutz C. Pasarell       |         |         |
| 1972  | —                                                                            | —                | 1/8 de finale Lew Hoad \|\| style="text-align:left;" \| P. Marmureanu Phillips-Moore | 1/4 de finale J. Gisbert \|\| style="text-align:left;" \| John Cooper Neale Fraser    | —                                                                                   | —                                                                                   |         |         |
| 1973  | —                                                                            | —                | 1er tour (1/32) Ion Țiriac \|\| style="text-align:left;" \| David Carter Paul Kronk  | —                                                                                     | —                                                                                   | 1er tour (1/32) Ion Țiriac \|\| style="text-align:left;" \| Niki Pilić Allan Stone  |         |         |
| 1974  | —                                                                            | —                | 2e tour (1/16) A. Muñoz \|\| style="text-align:left;" \| J. Fassbender H-J. Pohmann  | 2e tour (1/16) J. Higueras \|\| style="text-align:left;" \| V. Gerulaitis Sandy Mayer | 1er tour (1/32) G. Vilas \|\| style="text-align:left;" \| S. Krulevitz Jasjit Singh |                                                                                     |         |         |
| 1975  | —                                                                            | —                | 1/2 finale J. Gisbert \|\| style="text-align:left;" \| J. Alexander Phil Dent        | —                                                                                     | —                                                                                   | 1/8 de finale J. Gisbert \|\| style="text-align:left;" \| D. Stockton E. Van Dillen |         |         |
| 1976  | —                                                                            | —                | 1/2 finale J. Gisbert \|\| style="text-align:left;" \| Fred McNair S. Stewart        | —                                                                                     | —                                                                                   | —                                                                                   | —       |         |
| 1977  | —                                                                            | —                | —                                                                                    | —                                                                                     | —                                                                                   | —                                                                                   | —       | —       |
| 1978  | —                                                                            | —                | Finale J. Higueras                                                                   | Gene Mayer Hank Pfister                                                               | —                                                                                   | —                                                                                   | —       | —       |

N.B. : le nom du ou de la partenaire se trouve sous le résultat ; le nom des ultimes adversaires se trouve à droite.

## Parcours au Masters

### En simple
| Année | Ville   | Surface         | Finaliste    | Résultat                |
| ----- | ------- | --------------- | ------------ | ----------------------- |
| 1976  | Houston | Moquette indoor | Wojtek Fibak | 5-7, 6-2, 0-6, 7-6, 6-1 |

### En double
| Année | Ville     | Surface         | Partenaire   | Résultat final |
| ----- | --------- | --------------- | ------------ | -------------- |
| 1975  | Stockholm | Moquette indoor | Juan Gisbert | Vainqueur      |
| 1976  | Houston   | Moquette indoor | Juan Gisbert | Demi-finaliste |